# 브라이언 주베르
브라이언 주베르(프랑스어: Brian Joubert 브리앙 주베르[*], 1984년 9월 20일~)는 프랑스의 피겨스케이팅 선수이다. 세계 선수권 대회에서 1회(2007) 유럽 선수권 대회에서 3회(2004, 2007, 2009) 그랑프리 파이널에서 1회(2006) 우승했다. 2003년~2008, 2011년 프랑스 선수권 대회 7연속 우승했다.

## 어린 시절
프랑스 푸아티에에서 장미셸과 레몽드 주베르의 아들로 태어났다. 그는 생후 11달 뒤쯤에 심한 병을 앓았었고 그로 인해 하나의 신장을 제거해야 했다. 주베르는 4살때 그의 두 누나와 함께 스케이트를 타기 시작했다. 처음에는 아이스하키를 하고 싶어했다. 그러나 그가 점프 배우는 것을 시작했을 때 주베르는 점프에 매력을 크게 느끼게 되었고 그 후 그는 피겨스케이팅을 하게 되었다.
2006년 5월 13일 자서전 브라이언 주베르 : 빙판 위의 불꽃(Brian Joubert: le Feu sur la Glacee)을 프랑스에서 발간했다.

## 스케이팅 기술
브라이언 주베르는 쿼드토룹와 쿼드살코를 경기에서 구사할 수 있다. 2006 컵 오브 러시아 대회 프리 프로그램에서 그는 세번의 쿼드점프(쿼드토룹-더블토룹, 쿼드토룹, 쿼드살코)를 성공 시켰다.
변형 스핀 자세가 약한 부분이라 지적받지만 주베르가 스위스의 스케이터 Lucinda Ruh와 함께하기 시작한 2005-2006 시즌 이후로 향상되었다.

## 프로그램
| 시즌      | 쇼트 프로그램                        | 프리 프로그램 | 갈라프로그램                                                                                   |
| --------- | ------------------------------------ | --- | ---------------------------------------------------------------------------------------------- |
| 2010-2011 | Malagueña by 브라이언 세처           | 교향곡 9번 by 루트비히 판 베토벤                                                                                 | Sandstorm by Darude Aerodynamic by 다프트 펑크Little Love by AaRonC'est bientôt la fin         |
| 2009-2010 | Rise by 사프리 듀오                  | Ancient Lands by Ronan Hardiman 로난 하디만                                                                      | Infinity 2008 by Guru Josh Project Le Patineur by Julien ClercMerci by GregoireL'Assasymphonie |
| 2008-2009 | Rise (Leave me alone) by 사프리 듀오 | 영화 '라스트 모히칸' OST 영화 '매트릭스 2: 리로디드' OST & 영화 '레퀴엠' OST                                     | 할렐루야 by 루퍼스 웨인라이트 마들렌 by 자크 브렐 I'm yours by 제이슨 므라즈                   |
| 2007-2008 | All for you by Sèbastien Damiani     | Enter Sandman Nothing Else Matters Creeping Death Unforgiven by 아포칼립티카 O Verona 영화 '로미오와 줄리엣' OST | Clocks by 콜드플레이 Rise (Leave me alone) by 사프리 듀오                                      |
| 2006-2007 | 영화 '007 어나더 데이' OST           | Enter Sandman Nothing Else Matters Creeping Death Unforgiven by 아포칼립티카 O Verona 영화 '로미오와 줄리엣' OST | Don't Give Up by 조쉬 그로반 Leave Me Alone Armonia Elvis Love Is All.                         |
| 2005-2006 | 영화' 007 어나더 데이' OST           | Lord of the Dance by 로난 하디만 영화'매트릭스 2: 리로디드' OST                                                  | 다프트 펑크프랑스 뮤지컬 '태양왕'                                                              |
| 2004-2005 | Music Selection by 블루맨그룹        | 영화' 1492 콜럼버스' OST) by 반젤리스                                                                            | Lord of the Dance                                                                              |
| 2003-2004 | Time by 핑크 플로이드                | 영화'매트릭스 2: 리로디드' OST                                                                                   | J'ai Demande a La Lune by 인도차이나 Love's Divine by 씰                                       |
| 2002-2003 | Time by 핑크 플로이드                | 영화'언터쳐블'OST by 엔니오 모리꼬네                                                                             | Le Lacs du Conemara by 미셸 사르두 S.O.S. D'un Terrien En Detresse by Starmania                |
| 2001-2002 | The Mexican Hat                      | The Mission by 엔니오 모리꼬네 & 런던필하모니오케스트라                                                          | L'aigle noir by 플로랑 파니                                                                    |

## 주요 경기 결과

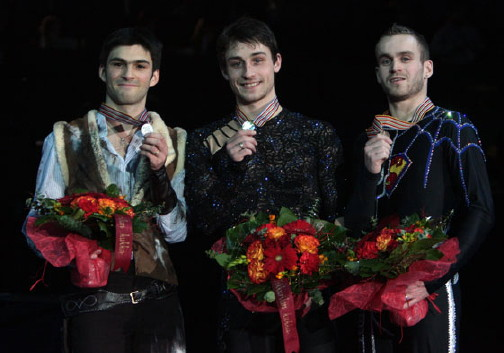
2009 유럽선수권 입상자들.브라이언 주베르(중앙).

### 2004년 이후
| 대회/시즌          | 2004-2005 | 2005-2006 | 2006-2007 | 2007-2008 | 2008-2009 | 2009-2010 | 2010-2011 |
| ------------------ | --------- | --------- | --------- | --------- | --------- | --------- | --------- |
| 동계 올림픽        |           | 6위       |           |           |           | 16위      |           |
| 세계 선수권        | 6위       | 2위       | 1위       | 2위       | 3위       | 3위       |           |
| 유럽 선수권        | 2위       | 3위       | 1위       | 3위       | 1위       | 3위       | 2위       |
| 프랑스 내셔널      | 1위       | 1위       | 1위       | 1위       |           |           | 1위       |
| French Masters     | 3위       | 1위       | 1위       | 1위       | 2위       | 2위       | 1위       |
| 그랑프리 파이널    | 5위       |           | 1위       |           |           |           |           |
| 트로피 에릭 봉파르 | 2위       | 2위       | 1위       |           | 4위       | 4위       |           |
| 스케이트 아메리카  | 1위       | 3위       |           |           |           |           |           |
| 컵 오브 러시아     |           |           | 1위       |           | 1위       |           |           |
| NHK 트로피         |           |           |           |           |           | 1위       |           |
| 스케이트 캐나다    |           |           |           | 1위       |           |           |           |

### 2004년 이전
| 대회/시즌              | 1999-2000 | 2000-2001 | 2001-2002 | 2002-2003 | 2003-2004 |
| ---------------------- | --------- | --------- | --------- | --------- | --------- |
| 동계 올림픽            |           |           | 14위      |           |           |
| 세계 선수권            |           |           | 13위      | 6위       | 2위       |
| 유럽 선수권            |           |           | 3위       | 2위       | 1위       |
| 프랑스 내셔널          | 10위      | 14위      | 3위       | 1위       | 1위       |
| French Masters         |           |           |           | 3위       | 1위       |
| 그랑프리 파이널        |           |           |           | 3위       |           |
| 트로피 에릭 봉파르     |           |           |           | 5위       | 4위       |
| 스케이트 아메리카      |           |           | 9위       | 1위       |           |
| 컵 오브 차이나         |           |           |           |           | 2위       |
| NHK 트로피             |           |           |           |           | 4위       |
| 주니어 세계선수권      | 15위      |           |           |           |           |
| 프랑스 주니어내셔널    | 2위       | 4위       |           |           |           |
| 주니어그랑프리, 프랑스 |           | 4위       |           |           |           |
| 주니어그랑프리, 폴란드 |           | 4위       |           |           |           |

## 같이 보기
- 스테판 랑비엘
- 에번 라이서첵
- 조니 위어
- 패트릭 챈
- 다카하시 다이스케
- 제프리 버틀